# إرنست باكر
إرنست باكر (بالهولندية: Ernst Bakker)‏ (و. 1946 – 2014 م) هو سياسي، من مملكة هولندا، ولد في هيليندورن، كان عضوًا في الديمقراطيين 66، توفي في هيلفرسوم، عن عمر يناهز 68 عاماً.

## مناصب
تولى منصب عضو مجلس النواب من هولندا.